# Юэль де Матефелон

Герб де Матефелона

Юэль де Матефелон или Ив де Сен-Мартен, известный также как Юэль Майеннский (фр. Juhel de Mathefelon; ? — июнь 1249) — французский религиозный деятель, архиепископ Тура с 1229 по 1244 год,  архиепископ Реймса (1244–1249), богослов.

## Биография
Родился в аристократической семье.
Служил каноником, был учёным, позже деканом кафедрального собора в Ле-Мане, в 1229 году занял митрополичью кафедру Тура, а затем переведен в архиепископство Реймса.
Участник Седьмого крестового похода в качестве папского легата.
Умер в 1249 году в Думьяте, последовав за святым Людовиком IX в крестовый поход.